# Daniel Garzón
Sergio Daniel Garzón (Tarija, 16 de febrero de 1991) es un futbolista boliviano. Juega como defensa.

## Clubes
| Club                 | País    | Año         | PJ | Goles |
| -------------------- | ------- | ----------- | -- | ----- |
| Jorge Wilstermann    | Bolivia | 2011 - 2014 | 32 | 3     |
| Club Atlético Ciclón | Bolivia | 2014 - 2015 | 25 | 2     |

## Palmarés

### Títulos nacionales
| Título             | Club   | País    | Año  |
| ------------------ | ------ | ------- | ---- |
| Copa Simón Bolívar | Ciclón | Bolivia | 2015 |